# Sylwia Gruchała
Sylwia Gruchała (n. 6 noiembrie 1981, Gdynia, Polonia) este o scrimeră poloneză, medaliată olimpică. A participat la 4 ediții ale Jocurilor Olimpice (2000, 2004, 2008, 2012) în care a câștigat o medalie de bronz.